# غريما
غريما (بالألمانية: Grimma) هي بلدة ألمانية وGrosse Kreisstadt تقع في ألمانيا في لايبزيغ. يقدر عدد سكانها بـ 19,457 نسمة .

## المدن التوأمة
مدن برون (فرنسا)، فاينغارتن، غودسهآيم، ليدوك (البرتا) وتل الجزر هي مدن توأمة لـغريما.

## أعلام
- روني غاربوشيفسكي
- ماتياس ليندنر
- إينيس مولر
- إرنست أوتو شليك
- ألبرشت، دوق ساكسونيا